# Carmel d'Auschwitz
Pour les articles homonymes, voir Carmel.
Le Carmel d'Auschwitz est une affaire qui, dans les années 1980-1990, provoque une crise grave dans les relations entre les juifs et l'Église catholique. En 1984, huit carmélites s'installent dans un bâtiment situé à l'intérieur du camp d'extermination d'Auschwitz-Birkenau et classé au patrimoine mondial de l'UNESCO. Elles seront ensuite quatorze. Mises devant ce « fait accompli », plusieurs personnalités juives mais aussi catholiques s'élèvent contre cette « christianisation de la mémoire » de la Shoah. Après plusieurs années de discussions, les religieuses ajoutent une croix dans la cour du bâtiment, en 1988, à proximité du Block 11.
L'affaire du carmel d'Auschwitz dure près de dix ans, avant que les carmélites quittent les lieux en 1993, peu de temps avant le cinquantenaire de l'insurrection du ghetto de Varsovie.

## Les origines de la crise
En 1985, une collecte de fonds lancée par l'association Aide à l'Église en détresse révèle que des carmélites se sont installées l'année précédente dans les anciens locaux du théâtre d'Auschwitz. Le cardinal Albert Decourtray, primat des Gaules et personnalité connue du dialogue interreligieux avec les Juifs, exprime son incrédulité en espérant qu'il ne s'agit que d'une « rumeur » infondée. Au même moment, par la voix de l'Alliance israélite universelle (AIU), les premières protestations s'élèvent contre la fondation de ce carmel dans l'enceinte d'Auschwitz : « Ni synagogue, ni église, ni temple, ni couvent, seul le silence », dit le président de l'AIU. Plus tard, Simone Veil déclare à son tour : « Auschwitz n'appartient à personne. »
Deux conceptions s'opposent ici, comme le souligne Dominique de La Maisonneuve, nds. D'une part, pour la tradition juive, un lieu de mort comme Auschwitz est un lieu où Dieu a été nié. Par respect pour les morts, il convient donc de le laisser dans son état de désolation, « sans trace de vie » et sans prière. D'autre part, dans une optique chrétienne, la croix du Christ est victorieuse de la souffrance et de la mort, ce qui « justifie l'installation d'un centre de prière là où la mort l'a emporté ». 
La population locale, quant à elle, suit une autre logique. Sous influence soviétique depuis la fin de la Seconde Guerre mondiale, elle voit Auschwitz comme un ancien camp de déportés essentiellement polonais, « sans considération particulière » pour les victimes de la Shoah, écrit le père Jean Dujardin. Sous-informés ou désinformés par leur gouvernement, les Polonais ignorent encore à cette époque que les morts d'Auschwitz étaient majoritairement des Juifs : l'imagerie créée par le PC a effacé la mémoire juive d’Auschwitz pour laisser place à la mémoire nationale d’Oświęcim. Dans le même temps, le gouvernement organise de nombreuses visites scolaires en ce lieu pour y glorifier l'intervention libératrice de l'Armée rouge et s'efforcer ainsi d'« ancrer les jeunes dans un athéisme militant », propagande qui incite l'Église catholique polonaise à défendre sa foi avec d'autant plus d'âpreté. Aussi la population et l'Église de Pologne, l'une et l'autre en lutte ouverte contre le régime communiste, perçoivent-elles l'installation du couvent comme une victoire à la fois politique et religieuse.
Pour sa part, le pape Jean-Paul II se montre favorable au maintien du carmel. Les représentants de la communauté juive, soutenus par plusieurs personnalités catholiques, souhaitent que le couvent soit déplacé hors de l'enceinte du camp. Toutefois, en 1986, le cardinal Józef Glemp, primat de Pologne, dont dépend Auschwitz, oppose une fin de non-recevoir à cette demande.

## L'affrontement
Deux conférences ont lieu à Genève, au Château de Pregny, en juillet 1986 puis en février 1987, réunissant des personnalités juives et catholiques, dont les cardinaux Franciszek Macharski (archevêque de Cracovie), Jean-Marie Lustiger et Albert Decourtray, le grand-rabbin de France René-Samuel Sirat, et la présidente de l'Union des communautés juives italiennes (UCEI), Tullia Zevi. Dans une déclaration commune intitulée Zakhor, souviens-toi !, ces participants rappellent qu'Auschwitz-Birkenau est le lieu symbolique de la Solution finale. Ils suggèrent que les religieuses emménagent dans un centre d'information et de prière qui sera construit à l'extérieur du camp.
Toutefois, les carmélites refusent de quitter les lieux. En 1988, elles érigent dans la cour une croix monumentale de 7 mètres de haut. Cette croix datait de la première visite de Jean-Paul II en Pologne (1979), au cours de laquelle près d'un quart de la population s'était rassemblée autour de « son » pape. En outre, les religieuses sous-louent le terrain, qui appartient à la municipalité d’Oświęcim, à une association qui engage diverses procédures afin de maintenir la croix en place.
La controverse s'envenime durant l'année 1989. En mai, 300 militantes sionistes manifestent devant le carmel pour exiger sa fermeture. En juillet, une dizaine de Juifs américains investissent la clôture du carmel. Ils sont chassés par des ouvriers polonais, aidés par les habitants du village. En août, le clergé polonais annonce que le nouveau couvent qui doit accueillir les religieuses, en bordure du camp, ne sera terminé que dans huit ans. Avec le soutien du cardinal Decourtray et de l’ensemble des organisations juives, Me Théo Klein, président du CRIF, en appelle alors au pape. Le cardinal Glemp demande la renégociation des accords de Genève sur le carmel. Le lendemain, les cardinaux Decourtray, Lustiger et Godfried Danneels signent un communiqué déclarant que « les engagements souscrits doivent être tenus ».
Si les accords de Genève se heurtent à l'incompréhension du clergé polonais, qui y voit une simple déclaration de principe, leur mise en œuvre révèle les failles du dialogue entre juifs et chrétiens : dans la communauté juive, le doute est loin d'être levé quant à l'évolution de l'Église depuis Vatican II, pendant que chez les catholiques, on ne saisit pas toujours en quoi la présence des carmélites peut nuire au dialogue. 
Il faudra attendre l'année 1993, soit au bout de dix ans, pour que les religieuses acceptent enfin de déménager dans un endroit à proximité.
En 1998, cependant, des Polonais ajoutent entre 150 et 300 nouvelles croix sur les lieux. Elles seront retirées en 1999. Néanmoins, la grande croix de 7 mètres reste toujours en place.

## Dans la fiction
En 2013, cette affaire est au coeur du téléfilm Le Métis de Dieu, qui retrace l'engagement du cardinal Lustiger dans sa résolution et son opposition au pape Jean-Paul II qui a besoin du soutien de l'Église de Pologne dans son combat contre le communisme.